# 阿育王大學
阿育王大學（英語：Ashoka University）是一家私立博雅教育大學，位於印度哈里亞納邦索尼帕特。

## 歷史
阿育王大學的概念首先出現於一群德里印度理工學院的畢業生之間。他們後來與前印度商學院院長普拉馬斯·辛赫積極接觸，希望他可以幫忙設立一所可以在印度提供另類高等教育的學府。計劃被命名為「諾貝爾計劃」（Project Nobel），反映了創設者們希望培養出未來諾貝爾獎得主的期盼。與此同時，桑吉夫·比科恰達尼以及阿維什·德旺也有在接觸普拉馬斯、提出類似提議，普拉馬斯不久之後就正式將兩個提議合拼起來。
提議最初為設立一所得以媲美麻省理工學院、賓夕法尼亞大學和史丹佛大學的理工科大學，所以創設者與賓大工程學院簽訂了諒解備忘錄。創設者名單當中包括Ashok Trivedi、Dilip Shanghvi、Nirmal Jain、Sanjeev Bikhchandani以及Jerry Rao等22位。
阿育王大學的概念後來轉向博雅教育取向，提供在基礎科學、社會科學以及人文科學上的訓練。大學前身也有年輕印度人計劃。

## 外部連結
- Official website （页面存档备份，存于）